# Ода славују
„Ода славују” (енгл. ”Ode to a Nightingale”) је песма Џона Китса написана или у врту Спењардс Ин паба у Хампстеду или, према Китсовом пријатељу Чарлсу Армитејджу Брауну (енг. Charls Armitage Brown), испод шљиве у врту Китсове куће, такође у Хампстеду. Према Брауну, један славуј је направио гнездо у близини куће коју су Китс и он делили током пролећа 1819. Како је био инспирисан песмом славуја, Китс је написао песму за дан. Убрзо након тога, ова песма је постала једна од његових познатих ода из 1819. и јула следеће године је била објављена у Аналима лепих уметности (енг. Annals of Fine Arts). Ова ода је једна од најчешће антологизованих песама на енглеском језику.
„Ода славују” је лична песма која описује Китсово путовање у стање негативне способности (енг. negative capacity). Тон оде одбацује оптимистичну потрагу за задовољством која се може наћи у раним Китсовим песмама. Она истражује теме попут природе, пролазности и моралности.
У песми је описано како славуј доживљава неку врсту смрти, али у ствари не умире. Уместо тога, славуј наставља да живи кроз своје песме, што није у људској природи.  Песма се завршава прихватањем чињенице да задовољство не траје и да је смрт неодвојиви део живота. У оди Китс такође замишља нестанак физичког света и види себе мртвог попут „земље” изнад које славуј пева. Тај контраст између бесмртног славуја и смртног човека који седи у свом врту је још снажнији када се употреби машта. Време као мотив је такође приметно унутар песме пошто је 1819. пролеће поранило и са собом донело славује широм вресишта Хампстед.  

## Позадина
Од својих шест великих ода из 1819, Китс је „Оду психи” (енг. Ode to Psyche”) највероватније прву написао, а „Јесени” (енг. “To Autumn”) последњу. Негде између ове две написао је „Оду славују”. Вероватно је да је „Оду славују” песник написао негде између 26. априла и 18. маја 1819. године, на основу временских прилика и сличности између слика из песме и оних из писма послатог Фени Брауни (енг. Fanny Brawne) једног мајског дана. Китс је песму написао у Хампстеду, у кући коју је делио са Брауном, вероватно док је седео испод шљиве у врту. Према Китсовом пријатељу Брауну, песник је завршио оду за једно јутро. Браунова прича је лична, пошто говори како је Китс био директно инспирисан кућом, премда се ослањао и на своју имагинацију, као и друге књижевне изворе приликом описивања славуја.
Тачан датум када су настале „Ода славују“, „Ода лењости“ (енг. “Ode to Indolence”), „Ода меланхолији“ (енг. “Ode on Melancholy“ ) и „Ода грчкој урни“ (енг. “Ode on a Grecian Urn“) није познат, пошто је Китс све ставио под ’мај 1819’. Међутим, види се да је песник радио истовремено на њима, јер постоји јединство између њихових рефрена и тема. Редослед настанка ових ода је такође непознат, премда својом структуром оне праве низ. Док је Китс писао „Оду грчкој урни“ и остале песме, Браун их је транскрибовао и предао Ричарду Вудхаусу (енг.Richard Woodhouse). Током овог периода, Китсов пријатељ Бенджамин Хајдон (енг. Benjamin Haydon) је добио копију „Оде славују“ и поделио ју је са Джејмсом Илмесом (енг. James Elmes), уредником Анала лепих уметности. Илмес је купио Китсову оду за малу количину новца и песма је била објављена у јулском броју. Ода је касније укључена у Китсову збирку песама из 1820. – Ламија, Изабела, Вече уочи празника Свете Агнесе и друге песме (енг. Lamia, Isabella, The Eve of St Agnes, and Other Poems). 

## Структура
Према Брауну, Китс је вероватно прво написао „Оду славују“, а после ње „Оду Психи“. Докази за ову тврдњу се такође могу пронаћи у структури песама пошто Китс комбинује два различита типа лирске поезије попут експеримента: оду у виду химне и лирику звука који одговара овој оди. Ова комбинација унутар структуре је слична оној у „Оди грчкој урни“. У обе песме двојни облик ствара неку врсту драматичног елемента. Строфе унутар песме су комбинација Петраркиног и Шекспировог сонета.
У песми се налази сложена асонанца – понављање вокала – по тачном обрасцу, што се може видети у Китсовим одама. Такво коришћење асонанце се јавља у малом броју енглеских песама. Унутар „Оде славују“ пример овог обрасца се може пронаћи у 35. стиху „Гле, већ сам крај тебе! Ноћ се блага спрема“ где се ’е’ код „већ“ повезује са ’е’ из „тебе“ и ’а’ код „крај“ повезује са ’а’ из „блага“. Исти образац се може видети у 41. стиху „Не могу назрети цветова обрисе“. У Китсовој зрелијој поезији, асонанца се може пронаћи у отприлике десет одсто стихова.
Што се тиче осталих стилских фигура, у одама из 1819. Китс је користио дуплу или троструку цезуру у око 6% стихова. Као пример може се узети „Ода славују“ где се у 45., 46. и 57 стиху „И густом честару, крошњи глога белог / И плоду дивљине, трнове ружице / И цвету љубичице, крхке, умиљате“ уз помоћ зареза користи „мушка“ цезура. Надаље, Китс је смањио употребу латинских речи и синтаксе које је претходно користио, чиме је скратио дужину битних речи у песми. Такође постоји и наглашеност код речи које почињу сугласником, понајвише код оних речи које почињу са ’б’, ’п’ или ’в’. Ова три консонанта су подоста видљиви у првој строфи, и Китс их такође користи како би кроз елизију песми дао ритам.
Што се тиче поетског метра, Китс користи спондеј у својим одама из 1819. и у мало више од 8% стихова „Оде славују“. 

## Песма
Бол ми срце стеже, чуло отупљује,

К’о да сам отровних најео се трава,

Ил’ испио пиће које омамљује,

Па тонем до реке вечног заборава:

Не опи ме завист што си птица чила, 5

Већ радост због твога силног радовања

Кад у неком своме мелодичном свету.

К’о Дриада лакокрила

Сред зелен-буквика, сеновитог грања,

Из препуних груди певаш песму лету. 10

Да кап вина сркнем ладног што одлежа

У земљи дубоко, кроз столеће цело,

Са укусом Флоре и сеоских врежа,

Уз песму Провансе, сунчано посело!

Да ми врелог југа пехар грло кваси 15

Са Хипокрениног врела што је стидно,

С пеном што бисерним трептањем ме мами

И гримизом усне краси;

Па искапив’ пехар, да с тобом невидно

Пред светом ишчезнем у шуминој тами; 20

Да се сав истопим, предам забораву

То што усред гаја теби није знано:

Јад и силни замор, беду грозничаву

С овог света где се кука непрестано,

Где од капи дршће ретка коса седа, 25

Где младост убледи и к’о авет мине,

Где је мис’о свака - очај пун болова

Што оловним оком гледа,

Где сјај Лепотиног ока брзо гине,

А утеху лако нађе љубав нова. 30

Бежи, док за тобом похрлило није,

Без Бахових кола, моје биће цело

На несагледаном крилу поезије;

Ум досадни залуд спутава ми тело!

Гле, већ сам крај тебе! Ноћ се блага спрема, 35

И све је под влашћу царице Селене

Што је јатом прате звезде виловите;

Ал’ светлости овде нема

Сем када с неба лахор у њу не одене;

Сред зелене таме, стазе завојите. 40

Не могу назрети светова обрисе

Ни то што мирише к’о тамјан на грани,

Већ сред балзам-таме нагађам мирисе

Што их свако доба дарива пољани

И густом честару, крошњи глога белог, 45

И плоду дивљине, трнове ружице

И свету љубице, крхке, умиљате,

И мезимцу маја зрелог,

Том мошусном цвету што ноћне мушице

Све росом омами кад се крај њег сјате. 50

У тами те слушам; срце ми је знало

За лаганом смрћу често да зажуди,

У многоме стиху њу је призивало

Да ми дах однесе из слабашних груди;

А раскош би била да преминем сад 55

Кад отплови поноћ, да минем без бола

Док душу истачеш кроз пој тако чио,

У заносу таквог склада!

А ти би још пев’о; реквијем сред мола

Ја већ не бих чуо, јер бих земља био. 60

Ти и ниси рођен да те смрт однесе!

Још те не погази поколење гладно;

Твој глас што га слушам исту чар донесе

И цару и луди кроз појање складно:

То је можда песма што стазу направи 65

До Рутиног срца кад среде туђег жита

За домом је својим горке сузе лила;

То је песма што затрави

Крај опасног мора окна тајновита

У заборављеним крајевима вила. 70

У заборављеним! И та реч ме прену

К’о погребно звоно и врати ме мени!

Сад збогом ми остај, јер машта у трену

Ум људски престане свемоћно да плени.

Сад збогом! Твој пој се губи у долини, 75

Низ потоке тихе, пољско зеленило,

И уз брег се пење, па се обрушава

У гајеве у даљини:

Да л’ се око мене све то стварно збило?

Те музике неста: - је л’то сан ил’ јава? 80

## Теме
„Ода славују“ описује низ сукоба између стварности и романтичарског идеала заснованог на јединству са природом. Наравно, унутар оде је песма славуја доминантна слика и „глас“. Такође, славуј је предмет емпатије и хваљења у песми. Међутим, славуј и говор о славују не представљају само то, већ цело људско искуство уопште. Премда, не треба рећи да је цела песма једна метафора, већ сложена слика која је створена кроз интеракцију сукобљених гласова и питања.Надаље, како би створио слику бесмртног славуја, наратор раскида сваку везу између себе и славуја.
Песма славуја у оди је повезана са уметношћу музике исто као што је урна у „Оди грчкој урни“ повезана са уметношћу вајања. Тако славуј представља очаравајуће присуство и, за разлику од урне, директно је повезан са природом. Као природна музика, песма је ту због лепоте и унутар ње недостаје порука о истини. Китс прати Колриджово веровање, које се може видети у „Славују“, у одвајање од света путем губљења себе у песми птице. Иако Китс преферира женског славуја за разлику од Колриџа који више воли птицу мушког пола, обојица одбацују традиционалан начин описивања славуја повезаног са трагедијом Филомеле. Њихова птица певачица је срећан славуј који не буди меланхолична осећања попут претходних поетских описа. Птица је само глас унутар песме, премда је глас који наводи наратора да се придружи и да заборави на животне недаће. Међутим, видљива је тензија између наратора којег Китс криви за смрт Тома Китса (енг. Tom Keats), песниковог брата. Крај песме представља резултат покушаја бекства у царство маште.
Попут песме „Ода пољској шеви“ (енг. “To a Skylark“) Персија Биша Шелија (енг. Percy Bysshe Shelley), Китсов наратор слуша песму славуја, али слушање песме унутар „Оде славују“ је скоро болно и слично смрти. Наратор тежи да буде попут славуја и напушта чуло вида како би прихватио звук с циљем да подели таму са птицом. На крају песме, транс који је произвео славуј нестаје и наратор остаје запитан да ли је то била права визија или само сан. У овој оди песник користи процес спавања, што је свим Китсовим песмама заједничко, а такође дели и тему са „Сном и поезијом“ (енг. “Sleep and Poetry“) и „Вечери уочи Свете Агнесе“. Слика сна наглашава скривеност и пролазност.
На пола пута унутар песме долази до одвајања две радње: прва тежи да се идентификује са славујем и његовом песмом, а друга говори о стапању прошлости и будућности приликом доживљаја садашњости. Друга тема представља подсећање на Китсове ставове о људском напредовању исказане у „Палати са многобројним одајама“ (енг. “Mansion of Many Apartments“) и о томе како се човек развија уз помоћ искуства и једине жеље да спозна истину која представља комбинацију задовољства и бола. Јелисејска поља и песма славуја у првој половини песме представљају пријатан тренутак који, попут дроге, преовлађује над појединцем. Међутим, доживљај не траје заувек, па тело га прижељкује док наратор осећа да је беспомоћан без задовољства. Уместо да прихвати истину, наратор се хвата за поезију како би побегао од губитка задовољства. Поезија не доноси задовољство за којим је наратор првенствено тежио, премда га ослобађа тога да жели само задовољство.
Алберт Герар Млађи (енг. Albert Guerard Jr.) спомиње како у песми Китс не истиче жељу за уметношћу, већ жељу за слободом сваке врсте сањарења,] док Фогл (енг. Fogle) говори како је Герар погрешно разумео то да је Китс био атеиста. Но, прихватање губитка задовољства при крају песме је у ствари симбол прихватања живота и смрти. Китс је константно користио смрт као тему у својој поезији зато што је био изложен смрти својих чланова породице током живота. Славуј доживљава одређену врсту смрти, па чак и сам бог Аполон доживљава смрт, али ова смрт приказује његову личну светост. С друге стране, како ода истиче, људи то стање не могу да доживе – бар не на рационалан начин.
Песма такође подсећа на Китсов пређашњи став о задовољству и оптимистичном погледу на поезију, који се може видети понајвише унутар „Сна и поезије“, где се у току радње песме одбацују ти Китсови ставови. Овај губитак задовољства и укључивање слике смрти дају песми тамну атмосферу, што повезује „Оду славују“ са другим Китсовим песмама, као нпр. „Ламијом“, где се говори о демонској природи поетске имагинације. Китс у песми замишља губитак физичког света и види себе мртвог – при чему користи одсечну, скоро бруталну реч за то – попут „земље“ изнад које славуј пева. Тај контраст између бесмртног славуја и смртног човека који седи у свом врту још је снажнији када се употреби машта.

## Рецепција Китса
Савремени критичари Китса уживали су у песми, и она је често цитирана у њиховим приказима. У једној анонимној рецензији Китсове поезије, која је излазила у августовском и октобарском броју Скотс магазина (енг. Scots Magazine) из 1820. године, наводи се: „Међу мањим поемама дајемо предност 'Оди славују'. Заиста, склони смо да је волимо више од било које друге поеме у књизи; али допустимо читаоцу да пресуди. Трећа и седма строфа за нас поседују шарм који је тешко објаснити. Читали смо оду изнова и изнова, и сваки пут са све већим усхићењем“. Тада је и Ли Хант (енг. Leigh Hunt) написао приказ Китсове поеме за Индикатор у два наврата: другог и деветог августа 1829. године. „Као примерак Поема, које су све лирске, морамо да се препустимо цитирању читаве 'Оде славују'. Ту се налази мешавина истинске меланхолије и имагинативног ослобођења, коју нам сама поезија нуди у свом 'зачараном пехару', а коју су неки претерано рационални критичари преузели да пронађу погрешке, што уопште није истина. Не следи да оно што није истинито за њих није истинито ни за друге. Ако је ослобођење стварно, мешавина је ваљана и задовољавајућа“.
У приказу који је изашао 21. јануара 1835. за Лондон журнал (енг. London Journal), Хант је тврдио да се, док је Китс писао песму, „над песником тада надвила смртоносна болест, и он је то знао. Никада глас смрти није био слађи“. Дејвид Мојер (енг. David Moir) је 1951, разматрајући „Вече уочи празника Свете Агнес“, навео: „Ми овде имамо примерак дескриптивне моћи која је раскошно богата и оригинална; али следећи стихови, из 'Оде славују', теку из много дубље фонтане надахнућа“.
На крају XIX века, анализа песме коју је урадио Роберт Бриџис (енг. Robert Bridges) постала је доминантно гледиште и утицаће на њене потоње интерпретације. Бриџис је 1895. изјавио да је ова песма најбоља међу Китсовим одама, али је мислио да садржи превише вештачког језика. Посебно је нагласио употребу речи „заборав“ и „заборављени“, као и последњу строфу, као одговарајуће примере Китсовог вештачког језика. У „Две Китсове оде“ (1897), Вилијам К. Вилкинсон (енг. William C Wilkinson) је навео да је „Ода славују“ пуна недостатака зато што садржи сувише „неповезаних размишљања“, тако да није успела да обезбеди логичну норму која би дозволила читаоцу да разуме везу између песника и птице. Па ипак, Херберт Грирсон (енг. Herbert Grierson) је 1928. изнео мишљење да је „Славуј“ супериоран у односу на „Оду грчкој урни“, „Оду меланхолији“ и „Оду психи“, уз аргументе који су сушта супротност Вилкинсоновом тумачењу, пошто је изјавио да је „Славуј“ заједно са „Јесени“, показао већу количину логичне мисли и подробније представио ствари које је и намеравао да представи.

## Критика у XX веку
На почетку XX века, Радјард Киплинг (енг. Rudyard Kipling) је упућивао на стихове 69 и 70, заједно са три стиха из Колриџовог Кублај Кана, када је говорио о поезији: „Међу милионима написаних стихова човек само за пет—пет малих стихова—може рећи, 'Ови су магија. Ови су визија. Остало је само Поезија'“. 1906. године, Александар Меки (енг. Alexander Mackie) наводи: „Славуј и шева у дуго контролисаном поетском идолопоклонству—повластица коју уживају само на рачун њихових надмоћи као птице певачице. Китсова 'Ода славују' и Шелијева 'Ода шеви' су две дике енглеске књижевности; али обе су написали мушкарци који не поседују посебно или тачно знање о орнитологији као таквој“. Сидни Колвин (енг. Sidney Colvin) је, 1920. године, полемисао: „Кроз ову оду Китсова генијалност је на висини. Имагинација не може бити плоднија и убедљивија, блаженство израза и каденца не могу бити потпунији, него у неколико супротстављених строфи које позивају на кап вина [...] Славити умеће одломка попут тог у четвртој строфи [...] славити или коментарисати овакав уметнички потез значи бацити сумњу на читаочеву моћ да то сагледа сам за себе“.
Бриџисово тумачење „Оде славују“ је преузео Х. В. Гаро (енг. H. W. Garrod) у својој анализи Китсових поема из 1926. Као што ће Алберт Жерард (енг. Albert Gerard) тврдити касније 1944, Гаро је веровао да је проблем унутар Китсове песме у наглашавању ритма и језика уместо главних идеја песме. Када је описивао четврту строфу песме, Морис Ридли (енг. Maurice Ridley) је 1933. тврдио, „И тако стиже строфа, са тим изванредним делом имагинације на крају који се чини лако попут дашка поветарца, један од оних карактеристичних изненадних блесака помоћу којих Китс испаљује најобичнији садржај“. Он касније изјављује о седмој строфи: „И сада велика строфа у којој је имагинација расхлађена, упркос блиској топлоти, строфа за коју би се сви, верујем, сложили да заједно са Кублај Каном нуди враџбине Романтизма у најчистијем облику“. Он закључује о строфи да „Не верујем да ће било који читалац који је посматрао Китса како ради на изврсним завршницама строфа у 'Вечери уочи празника Свете Агнесе', и видео како се овај занатлија полако разрађује и оплемењује, икада поверовати да се овако савршена строфа постиже са таквом лакоћом израза са којом је, у скици коју имамо, очигледно записана“. 1936. Ф. Р. Ливис (енг. F. R. Leavis) је записао, „Песма се памти како по томе што бележи, тако и по томе што сама представља задовољство за читаоца“. Следећи Ливиса, Клинт Брукс (енг. Cleanth Brooks) и Роберт Пен Ворен (енг. Robert Penn Warren), у есеју из 1938. виде песму као „изузетно богату. Она садржи неке сложености које не смемо заташкати, ако желимо да ценимо дубину и значај питања која поставља“. Брукс ће касније расправљати у Добро искованој урни (1947) да је поема тематски уједињена док се супротставља многим негативним критикама усмереним против ње.
Ричард Фогл (енг. Richard Fogle) је 1953. одговорио на критички напад на Китсово истицање риме и језика који су развили Гаро, Жерард и други. Његов аргумент је наликовао Бруксовом: песма је тематски кохерентна и унутар ње се налази песник који се разликује од Китса, који ју је написао. Као такав, Китс свесно бира смене у темама песме, а контрасти унутар ње представљају осетан бол у поређењу стварног света са оним идеалним светом који почива у имагинацији. Фогл такође директно одговара на тврдње које је изнео Ливис: „Налазим да је господин Ливис превише строг, али он указује и на квалитет који је Китс очито тражио. Његова раскош и расипност је, заправо, прилагођена начелима трезвености“. Могуће је да су Фоглови искази одбрана Романтизма као групе која је била угледна и у погледу мисли и у погледу поетске способности. Васерман (енг. Wasserman) је, потом, 1953. тврдио да је „од свих Китсових песама, највероватније 'Ода славују' највише мучила критичаре [...] у било ком читању 'Оде славују' немир није сплашњавао. Силе се сучељавају махнито унутар песме, не само без одлучности, већ и без могућности одлучивања; читалац се након искуства читања осећа као да је био у 'дивљем бездану'“. Он затим објашњава, „Ова ускомешаност је, претпостављам, и довела Алена Тејта до убеђења да ода 'макар покушава да каже све што поезија може да каже'. Али ја предлажем да је 'Ода грчкој урни' та која је успела у казивању онога што поезија може рећи, а да друга ода покушава да каже све што песник може“.

## Потоњи критички осврти
Иако је неколико критичара стало у одбрану песме, Е. К. Петит (енг. E. C. Pettit) се вратио аргументу да јој недостаје структура, а као доказ свог тумачења наводи наглашавање речи „заборављени“. У свом раду из 1957. Петит је хвалио песму речима „'Ода славују' има посебан утицај на оно према чему би се већина нас односила као према најплоднијој представници међу свим Китсовим поемама. Два разлога за овакав квалитет су лако уочљива: ту је неупоредива евокација тог касног пролетњег и раног летњег доба [...] и ту је изузетан степен 'дестилације' интензивног сећања“. Дејвид Перкинс (енг. David Perkins) је осећао потребу да брани употребу речи „заборављени“ и тврдио је да она описује осећање немогућности бивствовања у свету маште. Када је хвалио песму 1959. године, Перкинс је истакао: „Иако се 'Ода славују' пружа шире од 'Оде грчкој урни', она се може такође посматрати као истраживање или испитивање симбола, и, у поређењу са урном као симболом, чини се да славуј има и ограничења и предности“. Волтер Џексон Бејт (енг. Walter Jackson Bate) је на идентичан начин бранио реч „заборављени“, уз тврдњу да је свет осликан описивањем немогућности да се до те земље стигне. Када је анализирао песму у поређењу са остатком енглеске поезије, Бејт је 1963. уврстио „Оду славују“ међу „најчувеније лирске песме на енглеском“ и описао је као једину која је написана са таквом виспреношћу: „Имамо сву слободу да сумњамо да је било која друга песма на енглеском језику упоредиве дужине и квалитета била написана тако брзо“. 1968. године Роберт Гитинс (енг. Robert Gittins) изјављује, „Не би било погрешно односити се према ['Оди индоленцији' и 'Оди меланхолији'] као према Китсовим ранијим есејима у овој форми [оде], а према величанственом 'Славују' и 'Оди грчкој урни' као према његовим заокруженијим и каснијим радовима“.
Од позних шездесетих година 20. века па надаље, многи припадници јејлске школе критике описују песму као обраду Милтонове поетске дидактике, али су такође тврдили да песма разоткрива Китсов недостатак песничке способности какву је поседовао Милтон. Критичари Харолд Блум (енг. Harold Bloom) (1965), Лесли Бризман (енг. Leslie Brisman) (1973), Пол Фрај (енг. Paul Fry) (1980), Џон Холандер (енг. John Hollander) (1981) и Синтија Чејс (енг. Cynthia Chase) (1985) фокусирали су се на идеју о Милтону као праоцу „Оде славују“, потпуно игноришући друге могућности, укључујући и Шекспира, који је често био навођен као извор многих Китсових фраза. Одговарајући на тврдње о Милтону и Китсовим манама, критичари попут Р. С. Вајта (енг. R. S. White) (1981) и Виларда Спигелмана (енг. Willard Spiegelman) (1983) су искористили шекспировске одјеке као доказ о постојању мноштва извора за песму и аргумент за оспоравање тезе да је Китс покушавао да одговори само Милтону или да побегне од његове сенке. Уместо тога, „Ода славују“ је оригинална песма, како је Вајт инсистирао: „Песма је дубоко прожета Шекспиром, па ипак су асимилације тако дубоке да оду чине јединственом, у целости китсовском“. На исти начин, Спигелман је заговарао идеју да је Шекспирово Сновиђење у ноћ ивањску „зачинило и довело до сазревања ову потоњу песму“. За овим следи и тврдња Џонатана Бејта (енг. Jonathan Bate) из 1986. да је Китс „остао обогаћен Шекспировим гласом, том 'бесмртном птицом'“.
Фокусирајући се на квалитет песме, Стјуарт Спери (енг. Stuart Sperry) говори 1973. да „'Ода славују' представља врхунац израза у целокупној Китсовој поезији побуде за имагинативним бегом, која живи упркос ограниченом људском знању, побуде која је у потпуности изражена у 'Бежи, док за тобом похрлило није'“. Волф Хирст (енг. Wolf Hirst) је 1981. описао песму као „оправдано слављену“ и тврдио да „С обзиром на то да је овај покрет у бескрајно царство песме један од највеличанственијих у књижевности, песников повратак у стварност је тим страшнији“. Хелен Вендлер (енг. Helen Vendler) се надовезала на претходно виђење да је поема вештачка, али је додала и да она представља покушај да буде естетска и спонтана, што је касније изостављено. 1983. године она тврди да „У свом недостатку одлучности и свом напуштању сањарења, песма се допада читаоцима, који је оцењују као изузетно личну, више но очигледно спонтану, на први поглед најлепшу и најинтимнију од свих Китсових ода. Верујем да 'догађаји' у оди, који се временом развијају, имају више логике но што им се додељује, као и да се најбоље виде у вези са Китсовом потрагом за идејом о музици као непредстављачкој уметности“.
У прегледу савремене критике о „Оди славују“ из 1998. године, Џејмс О’Рурк (енг. James O'Rourke) је исказао да је „у процењивању на основу обима, разноликости, изазване полемичке силе модерних критичких одговора, постојало неколико момената у историји енглеске поезије који су збуњујући исто колико и Китсово понављање речи 'заборављени'“. Говорећи о идејама Џона Драјдена (енг. John Dryden) и Вилијама Хазлита (енг. William Hazlitt) које постоје унутар песме, песник лауреат Ендру Моушн (енг. Andrew Motion) 1999. наводи да „песма савршено илуструје њихове представе о поезији као 'покрету' од личне свести до свесности о патњама човечанства“.

## У фикцији
Ф. Скот Фицџералд (енг. F. Scott Fitzgerald) је дао назив свом роману Блага је ноћ (енг. Tender is the Night) према 35 стиху из оде.
Песма је цитирана у првом поглављу П. Г. Вудхаусовог (енг. P. G. Wodehouse) романа Пун месец (енг. Full Moon) (1947): „'Долазиш ли? Фреди?' Чуло отупљује, к'о да сам отровних најео се трава“.
Одломак песме цитира се у серији Пени Дредфул (енг. Penny Dreadful), када се Луцифер појављује пред Ванесом Ивс, са намером да је доведе у искушење, и у току разговора је рецитује.